# Dauphin (fusée)
Pour les articles homonymes, voir Dauphin (homonymie).
Dauphin est une fusée-sonde mono-étage à propergol solide  développée pour le compte de l'agence spatiale française, le CNES, par la société Sud-Aviation qui a été tirée à six exemplaires entre 1967 et 1979. Elle pouvait lancer une charge utile d'une masse comprise entre 130 et 250 kilogrammes à une altitude comprise  entre 100 et 150 kilomètres.

## Historique
Dauphin fait partie d'une famille d'engins de fusées-sondes de troisième génération du constructeur Sud-Aviation qui a pris la suite de plusieurs modèles de ce constructeur utilisés depuis le début des années 1960 : Bélier, Centaure, Dragon, Dauphin.  Cette nouvelle famille de fusées-sondes résulte d'un plan d'amélioration mis au point par le CNES en mars 1965. La nouvelle famille devait permettre de réduire les coûts de production et l'interchangeabilité entre les éléments et limiter les opérations d'assemblage et de contrôle. Six tirs sont effectués entre 1967 et 1979 avec 1 seul échec. La fusée-sonde Dauphin est lancée depuis Hammaguir (1 tir), l'île du Levant (1 tir), Kourou (2 tirs) et au Centre d'Essais des Landes (1 tir). Tous les tirs sont destinés à mettre au point la fusée-sonde ou des équipements de suivi hormis un tir destiné à une expérience d'aéronomie. Les charges utiles sont des expériences d'astronomie ultraviolet (4 tirs), d'étude de la magnétosphère (2 tirs) de physique solaire (1 tir) et des tirs d'entrainement des opérateurs de la base de lancement de Kourou (4 tirs).  

## Caractéristiques techniques
La fusée-sonde Dauphin, non guidée et stabilisée par rotation, comporte un seul étage Stromboli S2 brûlant un propergol solide, le plastolane. Sa hauteur  est de  6,21 m avec un diamètre du corps de 56 cm. La masse totale est comprise 2,006 4 à 2,316 4 tonnes (charge utile incluse). La  charge utile  a une masse comprise entre 120 et 250 kg qui peut être lancée à une altitude comprise respectivement entre 425 et 220 kilomètres.
| Caractéristiques            | Bélier              | Centaure              | Dragon                | Bélier III          | Dragon III           | Dauphin             | Éridan              |
| --------------------------- | ------------------- | --------------------- | --------------------- | ------------------- | -------------------- | ------------------- | ------------------- |
| Génération                  | Première génération | Première génération   | Première génération   | Deuxième génération | Deuxième génération  | Deuxième génération | Deuxième génération |
| Nombre lancements           | 16                  | 99                    | 30                    | 3                   | 7                    | 6                   | 15                  |
| Dates lancement             | 1961-1970           | 1961-1974             | 1962-1972             | 1968-1969           | 1968-1973            | 1967-1979           | 1968-1979           |
| Performances                |                     |                       |                       |                     |                      |                     |                     |
| Masse charge utile          | 32 kg               | 30 à 60 kg            | 60 kg                 | 30 à 60 kg          | 60 kg                | 130 à 250 kg        | 130 à 250 kg        |
| Altitude maximale           | 80 km               | 130 à 200 km          | 475 km                | 30 à 60 km          | 560 km               | 100 à 150 km        | 220 à 425 km        |
| Caractéristiques techniques |                     |                       |                       |                     |                      |                     |                     |
| Masse totale                | 315 kg              | 490 kg                | 1 190 kg              | 352 kg              | 1 288 kg             | 1 132 kg            | 2 127 kg            |
| Diamètre (étage supérieur)  | 30,5 cm             | 30,5 cm               | 30,5 cm               | 30,5 cm             | 30,5 cm              | 56 cm               | 56 cm               |
| Longueur                    | 5,9 m               | 7,08 m                | 8,16 m                | 5,9 m               | 8,16 m               | 6,21 m              | 9,92 m              |
| Étages                      | 1                   | 2                     | 2                     | 1                   | 2                    | 1                   | 2                   |
| Propergol                   | épictète            | plastolite + épictète | plastolane + épictète | isolane             | plastolane + isolane | plastolane          | plastolane          |
| Poussée au décollage        | 20 kN               | 42 kN                 | 90 kN                 | 21,5 kN             | 42 kN                | 90 kN               | 90 kN               |
| Durée combustion            | 21 s.               | 27 s.                 | 37 s.                 | 23,4 s.             | 27,7 s.              | 16 s.               | 32 s.               |

## Source
- CNES, Institut français d'Histoire de l'Espace, Association Amicale des anciens du CNES, Les débuts de la recherche spatiale française : au temps des fusées sondes, Paris, Editions Edite, 2007, 398 p. (ISBN 978-2-84608-215-0)